# Природно-заповідний фонд Львівської області
Природно-заповідний фонд Львівської області становить 347 об'єктів і території ПЗФ, які розташовані на території площею 148566,864 га. З них загальнодержавного значення — 25 об'єкти площею понад 64,563 тис. га, місцевого значення — 322 об'єкти площею понад 83,9 тис. га. На частку заповідного фонду припадає майже 6,8 % території області.

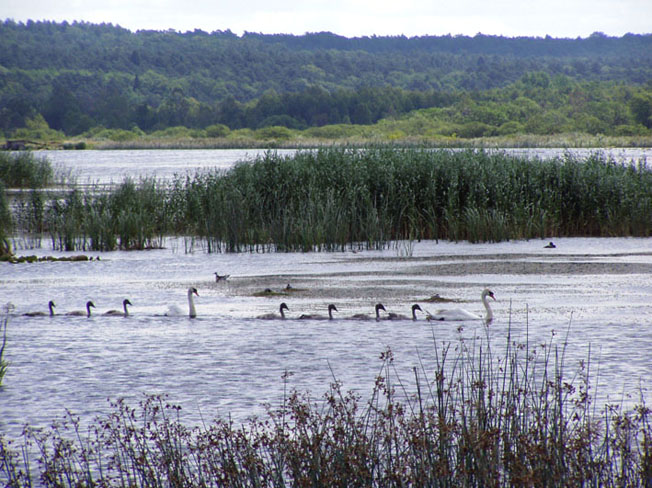
Озеро в заповіднику Розточчя

## Структура ПЗФ Львівщини
Станом на 1 січня 2014 року, до складу природно-заповідного фонду Львівської області входять:
- 1 природний заповідник;
- 3 національні природні парки;
- 42 заказники:
  - 9 загальнодержавного значення;
  - 33 місцевого значення;
- 182 пам'ятки природи:
  - 2 загальнодержавного значення;
  - 180 місцевого значення;
- 4 регіональні ландшафтні парки;
- 48 заповідних урочищ;
- 60 парків-пам'яток садово-паркового мистецтва:
  - 6 загальнодержавного значення;
  - 54 місцевого значення;
- 3 ботанічні сади:
  - 2 загальнодержавного значення;
  - 1 місцевого значення;
- 1 зоологічний парк;
- 2 дендрологічні парки.

## Список об'єктів і територій
Перелік територій та об'єктів природно-заповідного фонду загальнодержавного та місцевого значення Львівської області за районами та містами обласного значення. Зеленим підсвічено території та об'єкти загальнодержавного значення.
| Зображення | Назва території або об'єкта природно-заповідного фонду                                            | Категорія                                | Тип                 | Площа, га | Рік створення | Розташування                                             |
| ---------- | ------------------------------------------------------------------------------------------------- | ---------------------------------------- | ------------------- | --------- | ------------- | -------------------------------------------------------- |
|            | Бориславський розріз палеогену                                                                    | пам'ятка природи                         | геологічна          | 2         | 1984          | Борислав                                                 |
|            | Найбільш продуктивна нафтова свердловина № 298                                                    | пам'ятка природи                         | геологічна          | 0,03      | 1984          | Борислав                                                 |
|            | Лешнівський                                                                                       | заказник                                 | ботанічний          | 58        | 1978          | Бродівський район                                        |
|            | Кемпа                                                                                             | заказник                                 | ботанічний          | 10        | 1984          | Бродівський район                                        |
|            | Макітра                                                                                           | заказник                                 | ботанічний          | 15,5      | 1984          | Бродівський район                                        |
|            | Пониківський                                                                                      | заказник                                 | гідрологічний       | 53,7      | 1998          | Бродівський район                                        |
|            | Підкамінь                                                                                         | заказник                                 | лісовий             | 60,5      | 1998          | Бродівський район                                        |
|            | Заболотцівське                                                                                    | заповідне урочище                        |                     | 46,2      | 1984          | Бродівський район                                        |
|            | Лагодівське                                                                                       | заповідне урочище                        |                     | 6,2       | 1984          | Бродівський район                                        |
|            | Піски                                                                                             | заповідне урочище                        |                     | 46,2      | 1984          | Бродівський район                                        |
|            | Синичівське                                                                                       | заповідне урочище                        |                     | 16        | 1984          | Бродівський район                                        |
|            | Конвалія                                                                                          | пам'ятка природи                         | ботанічна           | 9,5000    | 1998          | Бродівський район                                        |
|            | Сасівська                                                                                         | пам'ятка природи                         | ботанічна           | 130,0000  | 1991          | Бродівський район                                        |
|            | Відслонення тортонських пісковиків                                                                | пам'ятка природи                         | геологічна          | 80        | 1984          | Бродівський район                                        |
|            | Ерозійний останець морських рифів Товтрів або Медоборів Сарматського віку в околицях с. Підкамінь | пам'ятка природи                         | геологічна          | 0,3       | 1984          | Бродівський район                                        |
|            | Геологічно-ботанічна ділянка під назвою «Триніг»                                                  | пам'ятка природи                         | комплексна          | 5,5       | 1984          | Бродівський район                                        |
|            | Пам'ятка Пеняцька                                                                                 | пам'ятка природи                         | комплексна          | 35        | 1997          | Бродівський район                                        |
|            | Підгорецький парк                                                                                 | парк-пам'ятка садово-паркового мистецтва |                     | 17        | 1980          | Бродівський район                                        |
|            | Північне Поділля                                                                                  | національний природний парк              |                     | 15587,9   | 2010          | Бродівський район, Буський район, Золочівський район     |
|            | Журавлиний                                                                                        | заказник                                 | ландшафтний         | 167,2     | 2016          | Буський район                                            |
|            | Гаївський                                                                                         | заказник                                 | лісовий             | 50,6      | 2008          | Буський район                                            |
|            | Соколя                                                                                            | заповідне урочище                        |                     | 53,9      | 1984          | Буський район                                            |
|            | Сосновий ліс                                                                                      | заповідне урочище                        |                     | 11        | 1984          | Буський район                                            |
|            | Сторонибаби                                                                                       | заповідне урочище                        |                     | 30        | 1984          | Буський район                                            |
|            | Алея вікових лип                                                                                  | пам'ятка природи                         | ботанічна           | 2,0000    | 1984          | Буський район                                            |
|            | Джерело мінеральної води «Олеська»                                                                | пам'ятка природи                         | гідрологічна        | 0,6       | 1984          | Буський район                                            |
|            | Буський парк                                                                                      | парк-пам'ятка садово-паркового мистецтва |                     | 8         | 1980          | Буський район                                            |
|            | Вікова липа                                                                                       | пам'ятка природи                         | ботанічна           | 0,0500    | 1984          | Городоцький район                                        |
|            | Віковий бук                                                                                       | пам'ятка природи                         | ботанічна           | 0,0500    | 1984          | Городоцький район                                        |
|            | Віковий ясен                                                                                      | пам'ятка природи                         | ботанічна           | 0,0500    | 1984          | Городоцький район                                        |
|            | Група вікових лип і каштанів                                                                      | пам'ятка природи                         | ботанічна           | 0,3500    | 1984          | Городоцький район                                        |
|            | Свердловина 1-К курорту «Любінь Великий»                                                          | пам'ятка природи                         | гідрологічна        | 0,25      | 1984          | Городоцький район                                        |
|            | Парк курорту «Великий Любінь»                                                                     | парк-пам'ятка садово-паркового мистецтва |                     | 12,00     | 1984          | Городоцький район                                        |
|            | Парк XVII ст.                                                                                     | парк-пам'ятка садово-паркового мистецтва |                     | 10,00     | 1984          | Городоцький район                                        |
|            | Парк XVIII ст.                                                                                    | парк-пам'ятка садово-паркового мистецтва |                     | 12,00     | 1984          | Городоцький район                                        |
|            | Парк XVIII ст.                                                                                    | парк-пам'ятка садово-паркового мистецтва |                     | 3,50      | 1984          | Городоцький район                                        |
|            | Парк XVIII ст.                                                                                    | парк-пам'ятка садово-паркового мистецтва |                     | 12,00     | 1984          | Городоцький район                                        |
|            | Парк XIX ст.                                                                                      | парк-пам'ятка садово-паркового мистецтва |                     | 5,00      | 1984          | Городоцький район                                        |
|            | Урочище Солониця                                                                                  | заказник                                 | ландшафтний         | 86        | 2018          | Городоцький район                                        |
|            | Любінський                                                                                        | заказник                                 | лісовий             | 2078      | 1984          | Городоцький район, Пустомитівський район                 |
|            | Бориславський                                                                                     | заказник                                 | ландшафтний         | 2049,3    | 1984          | Дрогобицький район                                       |
|            | Лази                                                                                              | заповідне урочище                        |                     | 430       | 1995          | Дрогобицький район                                       |
|            | Підбуж                                                                                            | заповідне урочище                        |                     | 99,6      | 1984          | Дрогобицький район                                       |
|            | Алея вікових лип                                                                                  | пам'ятка природи                         | ботанічна           | 0,5000    | 1984          | Дрогобицький район                                       |
|            | Два джерела мінеральної води                                                                      | пам'ятка природи                         | гідрологічна        | 0,2       | 1984          | Дрогобицький район                                       |
|            | Стежка Івана Франка                                                                               | пам'ятка природи                         | комплексна          | 15        | 1984          | Дрогобицький район                                       |
|            | Бук червонолистий                                                                                 | пам'ятка природи                         | ботанічна           | 0,0100    | 1984          | Дрогобич                                                 |
|            | Бук червонолистий (2 екз.)                                                                        | пам'ятка природи                         | ботанічна           | 0,0200    | 1984          | Дрогобич                                                 |
|            | Гінкго                                                                                            | пам'ятка природи                         | ботанічна           | 0,0100    | 1984          | Дрогобич                                                 |
|            | Група магнолій                                                                                    | пам'ятка природи                         | ботанічна           | 0,4300    | 1984          | Дрогобич                                                 |
|            | Група сріблястих смерек                                                                           | пам'ятка природи                         | ботанічна           | 0,0200    | 1984          | Дрогобич                                                 |
|            | Група тисів (4 екз.)                                                                              | пам'ятка природи                         | ботанічна           | 0,0500    | 1984          | Дрогобич                                                 |
|            | Група туй західних (7 екз.)                                                                       | пам'ятка природи                         | ботанічна           | 0,0800    | 1984          | Дрогобич                                                 |
|            | Магнолія китайська                                                                                | пам'ятка природи                         | ботанічна           | 0,0100    | 1984          | Дрогобич                                                 |
|            | Оцтове дерево                                                                                     | пам'ятка природи                         | ботанічна           | 0,0100    | 1984          | Дрогобич                                                 |
|            | Парк ім. Б. Хмельницького                                                                         | парк-пам'ятка садово-паркового мистецтва |                     | 150,00    | 1984          | Дрогобич                                                 |
|            | Парк ім. генерала Васильєва                                                                       | парк-пам'ятка садово-паркового мистецтва |                     | 1,94      | 1984          | Дрогобич                                                 |
|            | Парк XIX ст.                                                                                      | парк-пам'ятка садово-паркового мистецтва |                     | 2,35      | 1984          | Дрогобич                                                 |
|            | Діброва                                                                                           | заказник                                 | загальнозоологічний | 839       | 1974          | Жидачівський район                                       |
|            | Базиївка                                                                                          | заказник                                 | ландшафтний         | 20        | 2011          | Жидачівський район                                       |
|            | Дубрівський                                                                                       | заказник                                 | ландшафтний         | 408,8     | 1995          | Жидачівський район                                       |
|            | Алея вікових лип                                                                                  | пам'ятка природи                         | ботанічна           | 0,5000    | 1984          | Жидачівський район                                       |
|            | Алея вікових лип і дубів                                                                          | пам'ятка природи                         | ботанічна           | 8,0000    | 1984          | Жидачівський район                                       |
|            | Група вікових лип                                                                                 | пам'ятка природи                         | ботанічна           | 3,5000    | 1984          | Жидачівський район                                       |
|            | Дуб Вепрь                                                                                         | пам'ятка природи                         | ботанічна           |           | 2011          | Жидачівський район                                       |
|            | Дуб Виговського                                                                                   | пам'ятка природи                         | ботанічна           |           | 2011          | Жидачівський район                                       |
|            | Кипарис                                                                                           | пам'ятка природи                         | ботанічна           | 0,0300    | 1984          | Жидачівський район                                       |
|            | Тополя-патріарх                                                                                   | пам'ятка природи                         | ботанічна           |           | 2011          | Жидачівський район                                       |
|            | Відклади крейдових порід, відслонених в басейні р. Дністер біля смт Журавно і Старе Село          | пам'ятка природи                         | геологічна          | 4         | 1984          | Жидачівський район                                       |
|            | Витік ріки Куна                                                                                   | пам'ятка природи                         | гідрологічна        | 1         | 1984          | Жидачівський район                                       |
|            | Парк XIX ст.                                                                                      | парк-пам'ятка садово-паркового мистецтва |                     | 2,00      | 1984          | Жидачівський район                                       |
|            | Парк XIX ст.                                                                                      | парк-пам'ятка садово-паркового мистецтва |                     | 2,00      | 1984          | Жидачівський район                                       |
|            | Парк XIX ст.                                                                                      | парк-пам'ятка садово-паркового мистецтва |                     | 2,00      | 1984          | Жидачівський район                                       |
|            | Потелицький                                                                                       | заказник                                 | гідрологічний       | 162       | 1980          | Жовківський район                                        |
|            | За гора                                                                                           | заказник                                 | ентомологічний      | 0,5       | 1984          | Жовківський район                                        |
|            | Климова дебра                                                                                     | заказник                                 | ландшафтний         | 296       | 2009          | Жовківський район                                        |
|            | Гряда                                                                                             | заказник                                 | лісовий             | 1149      | 1984          | Жовківський район                                        |
|            | Журі                                                                                              | заповідне урочище                        |                     | 29        | 1984          | Жовківський район                                        |
|            | Майдан                                                                                            | заповідне урочище                        |                     | 17        | 1984          | Жовківський район                                        |
|            | Група вікових лип                                                                                 | пам'ятка природи                         | ботанічна           | 0,2       | 1984          | Жовківський район                                        |
|            | Зубрів дуб                                                                                        | пам'ятка природи                         | ботанічна           |           | 2011          | Жовківський район                                        |
|            | Свідок історії                                                                                    | пам'ятка природи                         | ботанічна           | 0,05      | 2016          | Жовківський район                                        |
|            | Жовківська                                                                                        | пам'ятка природи                         | ботанічна           | 1,2       | 1984          | Жовківський район                                        |
|            | Замковий парк                                                                                     | парк-пам'ятка садово-паркового мистецтва |                     | 13,90     | 2011          | Жовківський район                                        |
|            | Парк XVIII ст.                                                                                    | парк-пам'ятка садово-паркового мистецтва |                     | 3,5       | 1984          | Жовківський район                                        |
|            | Завадівський                                                                                      | заказник                                 | лісовий             | 3561      | 1984          | Жовківський район, Яворівський район                     |
|            | Равське Розточчя                                                                                  | регіональний ландшафтний парк            |                     | 19103     | 1997          | Жовківський район, Яворівський район                     |
|            | Верхобузький                                                                                      | заказник                                 | ландшафтний         | 324       | 1995          | Золочівський район                                       |
|            | Ліс в околицях Верхобужа                                                                          | заповідне урочище                        |                     | 59        | 1984          | Золочівський район                                       |
|            | Ліс під Трудовачем                                                                                | заповідне урочище                        |                     | 33        | 1984          | Золочівський район                                       |
|            | Віковий дуб                                                                                       | пам'ятка природи                         | ботанічна           | 0,0500    | 1984          | Золочівський район                                       |
|            | Гора Вапнярка                                                                                     | пам'ятка природи                         | ботанічна           | 309,8     | 1996          | Золочівський район                                       |
|            | Два вікових ясени                                                                                 | пам'ятка природи                         | ботанічна           | 0,0500    | 1984          | Золочівський район                                       |
|            | Дерева Маркіяна Шашкевича                                                                         | пам'ятка природи                         | ботанічна           |           | 2011          | Золочівський район                                       |
|            | Липа Б. Хмельницького                                                                             | пам'ятка природи                         | ботанічна           | 0,0500    | 1984          | Золочівський район                                       |
|            | Скеля «Великий Камінь»                                                                            | пам'ятка природи                         | геологічна          | 0,1       | 1984          | Золочівський район                                       |
|            | Лиса Гора і Гора Сипуха                                                                           | пам'ятка природи                         | комплексна          | 283       | 1996          | Золочівський район                                       |
|            | Гора Кузяріна                                                                                     | пам'ятка природи                         | комплексна          | 4         | 2017          | Золочівський район                                       |
|            | «Жулицька Гора», «Гора Сторожиха», «Гора Висока»                                                  | пам'ятка природи                         | комплексна          | 261       | 1984          | Золочівський район                                       |
|            | Підлиська Гора (Гора Маркіяна Шашкевича)                                                          | пам'ятка природи                         | комплексна          | 146,5     | 1984          | Золочівський район                                       |
|            | Свята Гора                                                                                        | пам'ятка природи                         | комплексна          | 186       | 1984          | Золочівський район                                       |
|            | Парк XIX ст.                                                                                      | парк-пам'ятка садово-паркового мистецтва |                     | 6,00      | 1984          | Золочівський район                                       |
|            | Парк XIX ст.                                                                                      | парк-пам'ятка садово-паркового мистецтва |                     | 7,00      | 1984          | Золочівський район                                       |
|            | Тадані                                                                                            | заповідне урочище                        |                     | 27        | 1984          | Кам'янка-Бузький район                                   |
|            | Коло Бадівського                                                                                  | пам'ятка природи                         | ботанічна           | 13,2000   | 1995          | Кам'янка-Бузький район                                   |
|            | Сквер ім. Марії Солодкої                                                                          | пам'ятка природи                         | комплексна          | 1,3       | 1984          | Кам'янка-Бузький район                                   |
|            | Неслухівський парк                                                                                | парк-пам'ятка садово-паркового мистецтва |                     | 7,00      | 1984          | Кам'янка-Бузький район                                   |
|            | Новояричівський парк                                                                              | парк-пам'ятка садово-паркового мистецтва |                     | 6,00      | 1984          | Кам'янка-Бузький район                                   |
|            | Парк XIX ст.                                                                                      | парк-пам'ятка садово-паркового мистецтва |                     | 3,67      | 1984          | Кам'янка-Бузький район                                   |
|            | Чорний парк                                                                                       | парк-пам'ятка садово-паркового мистецтва |                     | 1,74      | 1984          | Кам'янка-Бузький район                                   |
|            | Ботанічний сад Львівського державного лісотехнічного університету                                 | ботанічний сад                           |                     | 22,7      | 1991          | Львів                                                    |
|            | Ботанічний сад Львівського державного університету ім. Ів. Франка                                 | ботанічний сад                           |                     | 18,5      | 1983          | Львів                                                    |
|            | Ботанічний сад Львівського медичного університету                                                 | ботанічний сад                           |                     | 1,5       | 1997          | Львів                                                    |
|            | Львівський                                                                                        | заказник                                 | лісовий             | 523       | 1984          | Львів                                                    |
|            | Чортова скеля                                                                                     | заказник                                 | лісовий             | 353       | 1984          | Львів                                                    |
|            | Гінкго дволопатеве                                                                                | пам'ятка природи                         | ботанічна           | 0,0500    | 1984          | Львів                                                    |
|            | Гледичія                                                                                          | пам'ятка природи                         | ботанічна           | 0,0500    | 1984          | Львів                                                    |
|            | Група вікових дубів, решток природних дубових лісів                                               | пам'ятка природи                         | ботанічна           | 0,1000    | 1984          | Львів                                                    |
|            | Дендропарк імені Бенедикта Дибовського                                                            | пам'ятка природи                         | ботанічна           | 0,6440    | 2010          | Львів                                                    |
|            | Бук східний                                                                                       | пам'ятка природи                         | ботанічна           |           | 2018          | Львів                                                    |
|            | Гінкго дволопатеве (вул. Коперника, 40)                                                           | пам'ятка природи                         | ботанічна           |           | 2018          | Львів                                                    |
|            | Гінкго дволопатеве (вул. Пекарська, 50)                                                           | пам'ятка природи                         | ботанічна           |           | 2018          | Львів                                                    |
|            | Дуб великоплодий                                                                                  | пам'ятка природи                         | ботанічна           |           | 2018          | Львів                                                    |
|            | Дуб звичайний (пірамідальна форма)                                                                | пам'ятка природи                         | ботанічна           | 0,0500    | 1984          | Львів                                                    |
|            | Метасеквоя                                                                                        | пам'ятка природи                         | ботанічна           |           | 2018          | Львів                                                    |
|            | Кипарисовик горохоплідний                                                                         | пам'ятка природи                         | ботанічна           | 0,0500    | 1984          | Львів                                                    |
|            | Кледрастис жовтий                                                                                 | пам'ятка природи                         | ботанічна           | 0,0500    | 1984          | Львів                                                    |
|            | Липа американська                                                                                 | пам'ятка природи                         | ботанічна           | 0,0500    | 1984          | Львів                                                    |
|            | Лісопарк «Погулянка»                                                                              | пам'ятка природи                         | ботанічна           | 100,3300  | 1984          | Львів                                                    |
|            | Магнолія верболиста                                                                               | пам'ятка природи                         | ботанічна           | 0,0500    | 1984          | Львів                                                    |
|            | Магнолія Кобус                                                                                    | пам'ятка природи                         | ботанічна           | 0,0500    | 1984          | Львів                                                    |
|            | Магнолія Суланжа                                                                                  | пам'ятка природи                         | ботанічна           | 0,0500    | 1984          | Львів                                                    |
|            | Магнолія Кобус (3 екз.)                                                                           | пам'ятка природи                         | ботанічна           | 0,0800    | 1984          | Львів                                                    |
|            | Магнолія Суланжа                                                                                  | пам'ятка природи                         | ботанічна           | 0,0500    | 1984          | Львів                                                    |
|            | Парикове дерево                                                                                   | пам'ятка природи                         | ботанічна           | 0,0500    | 1984          | Львів                                                    |
|            | Платан                                                                                            | пам'ятка природи                         | ботанічна           | 0,0500    | 1984          | Львів                                                    |
|            | Сосна кедрова європейська                                                                         | пам'ятка природи                         | ботанічна           | 0,0500    | 1984          | Львів                                                    |
|            | Сосна румелійська                                                                                 | пам'ятка природи                         | ботанічна           | 0,0500    | 1984          | Львів                                                    |
|            | Тис ягідний (3 екз.)                                                                              | пам'ятка природи                         | ботанічна           | 0,0500    | 1984          | Львів                                                    |
|            | Тсуга канадська                                                                                   | пам'ятка природи                         | ботанічна           | 0,0500    | 1984          | Львів                                                    |
|            | Ялиця кавказька                                                                                   | пам'ятка природи                         | ботанічна           | 0,0500    | 1984          | Львів                                                    |
|            | Ялиця одноколірна                                                                                 | пам'ятка природи                         | ботанічна           | 0,0500    | 1984          | Львів                                                    |
|            | Франковий Дуб                                                                                     | пам'ятка природи                         | ботанічна           |           | 2014          | Львів                                                    |
|            | Кортумова Гора                                                                                    | пам'ятка природи                         | геологічна          | 21,4      | 1984          | Львів                                                    |
|            | Медова печера                                                                                     | пам'ятка природи                         | геологічна          | 1,2       | 1984          | Львів                                                    |
|            | Личаківський парк                                                                                 | парк-пам'ятка садово-паркового мистецтва |                     | 8,80      | 1984          | Львів                                                    |
|            | Пагорб Слави                                                                                      | парк-пам'ятка садово-паркового мистецтва |                     | 12,36     | 1984          | Львів                                                    |
|            | Парк «Високий Замок»                                                                              | парк-пам'ятка садово-паркового мистецтва |                     | 35,50     | 1984          | Львів                                                    |
|            | Парк «Залізна Вода»                                                                               | парк-пам'ятка садово-паркового мистецтва |                     | 19,50     | 1984          | Львів                                                    |
|            | Парк «Снопківський»                                                                               | парк-пам'ятка садово-паркового мистецтва |                     | 35,66     | 1984          | Львів                                                    |
|            | Парк ім. І. Франка                                                                                | парк-пам'ятка садово-паркового мистецтва |                     | 10,60     | 1984          | Львів                                                    |
|            | Парк кінця XIX століття «На Валах»                                                                | парк-пам'ятка садово-паркового мистецтва |                     | 1,90      | 1984          | Львів                                                    |
|            | Парк культури і відпочинку ім. Б. Хмельницького                                                   | парк-пам'ятка садово-паркового мистецтва |                     | 26,00     | 1984          | Львів                                                    |
|            | Парк 7-ї міської комунальної лікарні м. Львова                                                    | парк-пам'ятка садово-паркового мистецтва |                     | 1,42      | 2015          | Львів-Брюховичі                                          |
|            | Стрийський парк                                                                                   | парк-пам'ятка садово-паркового мистецтва |                     | 56        | 1980          | Львів                                                    |
|            | Знесіння                                                                                          | регіональний ландшафтний парк            |                     | 312       | 1993          | Львів                                                    |
|            | Магнолія Кобус                                                                                    | пам'ятка природи                         | ботанічна           | 0,0500    | 1984          | Львів-Брюховичі                                          |
|            | Винники                                                                                           | пам'ятка природи                         | ботанічна           | 2,7000    | 1984          | Львів-Винники                                            |
|            | Надітичі                                                                                          | заказник                                 | ботанічний          | 5,1       | 1984          | Миколаївський район                                      |
|            | Стариці Дністра                                                                                   | заказник                                 | ландшафтний         | 70        | 1989          | Миколаївський район                                      |
|            | Кошів                                                                                             | заказник                                 | ландшафтний         | 110       | 1984          | Миколаївський район                                      |
|            | Роздільське                                                                                       | заповідне урочище                        |                     | 171       | 1984          | Миколаївський район                                      |
|            | Віковий дуб                                                                                       | пам'ятка природи                         | ботанічна           | 0,0500    | 1984          | Миколаївський район                                      |
|            | Дендрарій «Радів»                                                                                 | пам'ятка природи                         | ботанічна           | 3,4000    | 1984          | Миколаївський район                                      |
|            | Відслонення тортонських пісковиків із скупченням викопної тортонської фауни                       | пам'ятка природи                         | геологічна          | 12,1      | 1984          | Миколаївський район                                      |
|            | Скеля з трьома печерами                                                                           | пам'ятка природи                         | геологічна          | 51        | 1984          | Миколаївський район                                      |
|            | Стільська                                                                                         | пам'ятка природи                         | комплексна          | 515       | 1999          | Миколаївський район                                      |
|            | Парк санаторію «Розділ»                                                                           | парк-пам'ятка садово-паркового мистецтва |                     | 6,60      | 1984          | Миколаївський район                                      |
|            | Парк XVIII ст.                                                                                    | парк-пам'ятка садово-паркового мистецтва |                     | 4,00      | 1984          | Миколаївський район                                      |
|            | Стільське Горбогір'я                                                                              | регіональний ландшафтний парк            |                     | 8909,9    | 2014          | Миколаївський район                                      |
|            | Джерело № 1 «Боніфацій»                                                                           | пам'ятка природи                         | гідрологічна        | 0,65      | 1984          | Моршин                                                   |
|            | Джерело № 2 «Магдалина»                                                                           | пам'ятка природи                         | гідрологічна        | 0,65      | 1984          | Моршин                                                   |
|            | Джерело № 3 «Людмила»                                                                             | пам'ятка природи                         | гідрологічна        | 0,65      | 1984          | Моршин                                                   |
|            | Джерело № 4                                                                                       | пам'ятка природи                         | гідрологічна        | 0,36      | 1984          | Моршин                                                   |
|            | Парк курортний                                                                                    | парк-пам'ятка садово-паркового мистецтва |                     | 12,00     | 1984          | Моршин                                                   |
|            | Валуни польодовикового періоду                                                                    | пам'ятка природи                         | геологічна          | 0,3       | 1984          | Мостиський район                                         |
|            | Залишки польодовикової морени з викопним торфовищем                                               | пам'ятка природи                         | геологічна          | 8,6       | 1984          | Мостиський район                                         |
|            | Парк XVIII ст.                                                                                    | парк-пам'ятка садово-паркового мистецтва |                     | 3,80      | 1984          | Мостиський район                                         |
|            | Парк XVIII ст.                                                                                    | парк-пам'ятка садово-паркового мистецтва |                     | 11,00     | 1984          | Мостиський район                                         |
|            | Парк XIX ст.                                                                                      | парк-пам'ятка садово-паркового мистецтва |                     | 6,00      | 1984          | Мостиський район                                         |
|            | Тишковицький парк                                                                                 | парк-пам'ятка садово-паркового мистецтва |                     | 14,00     | 1984          | Мостиський район                                         |
|            | Романівський                                                                                      | заказник                                 | ландшафтний         | 482       | 1984          | Перемишлянський район                                    |
|            | Свірзький                                                                                         | заказник                                 | ландшафтний         | 451       | 1984          | Перемишлянський район                                    |
|            | Група вікових дубів і лип                                                                         | пам'ятка природи                         | ботанічна           | 0,0500    | 1984          | Перемишлянський район                                    |
|            | Дуб перемоги під Грюнвальдом                                                                      | пам'ятка природи                         | ботанічна           |           | 2011          | Перемишлянський район                                    |
|            | Липа Кравчуків                                                                                    | пам'ятка природи                         | ботанічна           |           | 2011          | Перемишлянський район                                    |
|            | Ясен невідомого повстанця                                                                         | пам'ятка природи                         | ботанічна           |           | 2011          | Перемишлянський район                                    |
|            | Парк XIX ст.                                                                                      | парк-пам'ятка садово-паркового мистецтва |                     | 1,50      | 1984          | Перемишлянський район                                    |
|            | Оброшинський                                                                                      | дендрологічний парк                      |                     | 5         | 1983          | Пустомитівський район                                    |
|            | Липниківський                                                                                     | заказник                                 | ландшафтний         | 2194      | 1984          | Пустомитівський район                                    |
|            | Винниківський                                                                                     | заказник                                 | лісовий             | 848       | 1984          | Пустомитівський район                                    |
|            | Модринове насадження                                                                              | заповідне урочище                        |                     | 5,7       | 1984          | Пустомитівський район                                    |
|            | Три вікові дуби Б. Хмельницького                                                                  | пам'ятка природи                         | ботанічна           | 0,0700    | 1984          | Пустомитівський район                                    |
|            | Басівський дендропарк                                                                             | парк-пам'ятка садово-паркового мистецтва |                     | 15,40     | 1984          | Пустомитівський район                                    |
|            | Верхньобілківський парк                                                                           | парк-пам'ятка садово-паркового мистецтва |                     | 32,00     | 1984          | Пустомитівський район                                    |
|            | Парк XIX ст.                                                                                      | парк-пам'ятка садово-паркового мистецтва |                     | 3,50      | 1984          | Пустомитівський район                                    |
|            | Зоопарк                                                                                           | зоологічний парк                         |                     | 5,9       | 1998          | Пустомитівський район                                    |
|            | Пукачів                                                                                           | заказник                                 | загальнозоологічний | 1649      | 1984          | Радехівський район                                       |
|            | Лопатинський                                                                                      | заказник                                 | лісовий             | 109       | 1984          | Радехівський район                                       |
|            | Грицеволя                                                                                         | заповідне урочище                        |                     | 33        | 1984          | Радехівський район                                       |
|            | Топорівське                                                                                       | заповідне урочище                        |                     | 95,9      | 1984          | Радехівський район                                       |
|            | Група вікових ясенів                                                                              | пам'ятка природи                         | ботанічна           | 0,0900    | 1984          | Радехівський район                                       |
|            | Віковий ясен                                                                                      | пам'ятка природи                         | ботанічна           | 0,0500    | 1984          | Самбір                                                   |
|            | Чотири дуби пірамідальної форми                                                                   | пам'ятка природи                         | ботанічна           | 0,1500    | 1984          | Самбір                                                   |
|            | Самбірський парк                                                                                  | парк-пам'ятка садово-паркового мистецтва |                     | 15        | 1980          | Самбір                                                   |
|            | Рудківський                                                                                       | дендрологічний парк                      |                     | 59        | 1985          | Самбірський район                                        |
|            | Чайковицький                                                                                      | заказник                                 | гідрологічний       | 119       | 1980          | Самбірський район                                        |
|            | Корналовичі                                                                                       | заказник                                 | лісовий             | 88        | 2005          | Самбірський район                                        |
|            | Віковий дуб                                                                                       | пам'ятка природи                         | ботанічна           | 0,0500    | 1984          | Самбірський район                                        |
|            | Дуб Тараса Бульби-Боровця                                                                         | пам'ятка природи                         | ботанічна           |           | 2011          | Самбірський район                                        |
|            | Відслонення                                                                                       | пам'ятка природи                         | геологічна          | 1         | 1984          | Самбірський район                                        |
|            | Торфове болото                                                                                    | пам'ятка природи                         | гідрологічна        | 2         | 1984          | Самбірський район                                        |
|            | Парк XVIII ст.                                                                                    | парк-пам'ятка садово-паркового мистецтва |                     | 1,00      | 1984          | Самбірський район                                        |
|            | Бердо                                                                                             | заказник                                 | ландшафтний         | 1085      | 1984          | Сколівський район                                        |
|            | Зелемінь                                                                                          | заказник                                 | ландшафтний         | 1496      | 1984          | Сколівський район                                        |
|            | Бескид                                                                                            | заповідне урочище                        |                     | 251       | 1984          | Сколівський район                                        |
|            | Гаї                                                                                               | заповідне урочище                        |                     | 1323      | 1984          | Сколівський район                                        |
|            | Головецьке                                                                                        | заповідне урочище                        |                     | 7,8       | 1984          | Сколівський район                                        |
|            | Димківці                                                                                          | заповідне урочище                        |                     | 9,4       | 1984          | Сколівський район                                        |
|            | Довжки                                                                                            | заповідне урочище                        |                     | 325       | 1984          | Сколівський район                                        |
|            | Дубинське                                                                                         | заповідне урочище                        |                     | 605       | 1984          | Сколівський район                                        |
|            | Кремінь                                                                                           | заповідне урочище                        |                     | 324,5     | 1991          | Сколівський район                                        |
|            | Магура                                                                                            | заповідне урочище                        |                     | 267       | 1984          | Сколівський район                                        |
|            | Маківка                                                                                           | заповідне урочище                        |                     | 397       | 1984          | Сколівський район                                        |
|            | Обнога                                                                                            | заповідне урочище                        |                     | 314       | 1984          | Сколівський район                                        |
|            | Рожанське                                                                                         | заповідне урочище                        |                     | 3,6       | 1984          | Сколівський район                                        |
|            | Тернівці                                                                                          | заповідне урочище                        |                     | 122       | 1984          | Сколівський район                                        |
|            | Тухлянське                                                                                        | заповідне урочище                        |                     | 18        | 1984          | Сколівський район                                        |
|            | Хітар                                                                                             | заповідне урочище                        |                     | 394       | 1984          | Сколівський район                                        |
|            | Явірник                                                                                           | заповідне урочище                        |                     | 142       | 1984          | Сколівський район                                        |
|            | Бузок угорський                                                                                   | пам'ятка природи                         | ботанічна           | 1,2000    | 1984          | Сколівський район                                        |
|            | Віковий дуб                                                                                       | пам'ятка природи                         | ботанічна           | 0,0300    | 1984          | Сколівський район                                        |
|            | Віковий дуб                                                                                       | пам'ятка природи                         | ботанічна           | 0,0300    | 1984          | Сколівський район                                        |
|            | Глід червонолистий                                                                                | пам'ятка природи                         | ботанічна           | 0,0600    | 1984          | Сколівський район                                        |
|            | Група вікових дубів                                                                               | пам'ятка природи                         | ботанічна           | 0,1500    | 1984          | Сколівський район                                        |
|            | Дугласія                                                                                          | пам'ятка природи                         | ботанічна           | 1,2000    | 1984          | Сколівський район                                        |
|            | Магнолія Суланжа                                                                                  | пам'ятка природи                         | ботанічна           | 0,0500    | 1984          | Сколівський район                                        |
|            | Платан кленолистий                                                                                | пам'ятка природи                         | ботанічна           | 0,0300    | 1984          | Сколівський район                                        |
|            | Явір Захара Беркута                                                                               | пам'ятка природи                         | ботанічна           |           | 2011          | Сколівський район                                        |
|            | Красний Камінь                                                                                    | пам'ятка природи                         | геологічна          | 1,7       | 2010          | Сколівський район                                        |
|            | Печера «Писана криниця»                                                                           | пам'ятка природи                         | геологічна          | 0,1       | 1984          | Сколівський район                                        |
|            | Водоспад «Гуркало»                                                                                | пам'ятка природи                         | гідрологічна        | 0,1       | 1984          | Сколівський район                                        |
|            | Джерело мінеральної води                                                                          | пам'ятка природи                         | гідрологічна        | 0,01      | 1984          | Сколівський район                                        |
|            | Криниця І. Франка                                                                                 | пам'ятка природи                         | гідрологічна        | 0,05      | 1984          | Сколівський район                                        |
|            | Комплекс мальовничих скель з лісонасадженнями на горі «Сигла» і «Широка Сигла»                    | пам'ятка природи                         | комплексна          | 15,7      | 1984          | Сколівський район                                        |
|            | Комплекс мальовничих скель з лісонасадженнями на горі «Соколовець»                                | пам'ятка природи                         | комплексна          | 12        | 1984          | Сколівський район                                        |
|            | Тисова гора                                                                                       | пам'ятка природи                         | комплексна          | 1,9       | 1984          | Сколівський район                                        |
|            | Під Парашкою                                                                                      | пам'ятка природи                         | комплексна          | 252,1     | 2016          | Сколівський район                                        |
|            | Козій                                                                                             | пам'ятка природи                         | комплексна          | 216,7     | 2016          | Сколівський район                                        |
|            | Парк турстанції                                                                                   | парк-пам'ятка садово-паркового мистецтва |                     | 4,00      | 1984          | Сколівський район                                        |
|            | Парк школи-інтернату                                                                              | парк-пам'ятка садово-паркового мистецтва |                     | 3,00      | 1984          | Сколівський район                                        |
|            | Сколівські Бескиди                                                                                | національний природний парк              |                     | 35684     | 1999          | Сколівський район, Дрогобицький район, Турківський район |
|            | Волицький                                                                                         | заказник                                 | ботанічний          | 150       | 1978          | Сокальський район                                        |
|            | Федорівка                                                                                         | заказник                                 | ландшафтний         | 1409      | 1984          | Сокальський район                                        |
|            | Борове                                                                                            | заповідне урочище                        |                     | 25        | 1984          | Сокальський район                                        |
|            | Борок                                                                                             | заповідне урочище                        |                     | 34        | 1984          | Сокальський район                                        |
|            | Великомостівське                                                                                  | заповідне урочище                        |                     | 27        | 1984          | Сокальський район                                        |
|            | Віковий ясен                                                                                      | пам'ятка природи                         | ботанічна           | 0,0500    | 1984          | Сокальський район                                        |
|            | Віковий ясен                                                                                      | пам'ятка природи                         | ботанічна           | 0,0500    | 1984          | Сокальський район                                        |
|            | Дуб Длань Русі                                                                                    | пам'ятка природи                         | ботанічна           |           | 2011          | Сокальський район                                        |
|            | Дуб Куличків                                                                                      | пам'ятка природи                         | ботанічна           |           | 2011          | Сокальський район                                        |
|            | Дуб Спасителя                                                                                     | пам'ятка природи                         | ботанічна           |           | 2011          | Сокальський район                                        |
|            | Липа Святого Михаїла                                                                              | пам'ятка природи                         | ботанічна           |           | 2011          | Сокальський район                                        |
|            | Ясен Яна Павліковського                                                                           | пам'ятка природи                         | ботанічна           |           | 2011          | Сокальський район                                        |
|            | Парк XVIII ст.                                                                                    | парк-пам'ятка садово-паркового мистецтва |                     | 5,00      | 1984          | Сокальський район                                        |
|            | Великий ліс                                                                                       | заказник                                 | лісовий             | 1649      | 1984          | Сокальський район, Радехівський район                    |
|            | Добромильський                                                                                    | заказник                                 | лісовий             | 90        | 2010          | Старосамбірський район                                   |
|            | Катина                                                                                            | заповідне урочище                        |                     | 53        | 1984          | Старосамбірський район                                   |
|            | Міженець                                                                                          | заповідне урочище                        |                     | 8,7       | 1984          | Старосамбірський район                                   |
|            | Скельний дуб                                                                                      | заповідне урочище                        |                     | 16        | 1984          | Старосамбірський район                                   |
|            | Тарнавка                                                                                          | заповідне урочище                        |                     | 6,8       | 1984          | Старосамбірський район                                   |
|            | Алея вікових лип                                                                                  | пам'ятка природи                         | ботанічна           | 0,2300    | 1984          | Старосамбірський район                                   |
|            | Вікова липа                                                                                       | пам'ятка природи                         | ботанічна           | 0,0500    | 1984          | Старосамбірський район                                   |
|            | Група вікових ясенів та дубів                                                                     | пам'ятка природи                         | ботанічна           | 0,0700    | 1984          | Старосамбірський район                                   |
|            | Декоративний бук червонолистої форми                                                              | пам'ятка природи                         | ботанічна           | 0,0500    | 1984          | Старосамбірський район                                   |
|            | Скеля «Соколів Камінь» — останець Ямненського пісковика                                           | пам'ятка природи                         | геологічна          | 5,5       | 1984          | Старосамбірський район                                   |
|            | Джерело мінеральної води                                                                          | пам'ятка природи                         | гідрологічна        | 0,05      | 1984          | Старосамбірський район                                   |
|            | Джерело мінеральної води                                                                          | пам'ятка природи                         | гідрологічна        | 0,05      | 1984          | Старосамбірський район                                   |
|            | Джерело мінеральної води                                                                          | пам'ятка природи                         | гідрологічна        | 0,05      | 1984          | Старосамбірський район                                   |
|            | Скеля, де був збудований замок Данила Галицького                                                  | пам'ятка природи                         | комплексна          | 1         | 1984          | Старосамбірський район                                   |
|            | Міженецький парк                                                                                  | парк-пам'ятка садово-паркового мистецтва |                     | 11        | 1980          | Старосамбірський район                                   |
|            | Парк XVIII ст.                                                                                    | парк-пам'ятка садово-паркового мистецтва |                     | 4,60      | 1984          | Старосамбірський район                                   |
|            | Парк XVIII ст.                                                                                    | парк-пам'ятка садово-паркового мистецтва |                     | 3,00      | 1984          | Старосамбірський район                                   |
|            | Верхньодністровські Бескиди                                                                       | регіональний ландшафтний парк            |                     | 8536      | 1997          | Старосамбірський район                                   |
|            | Віковий дуб                                                                                       | пам'ятка природи                         | ботанічна           | 0,0500    | 1984          | Стрий                                                    |
|            | Група дерев                                                                                       | пам'ятка природи                         | ботанічна           | 0,0500    | 1984          | Стрий                                                    |
|            | Група дерев та кущів                                                                              | пам'ятка природи                         | ботанічна           | 0,5000    | 1984          | Стрий                                                    |
|            | Група тиса ягідного                                                                               | пам'ятка природи                         | ботанічна           | 0,1000    | 1984          | Стрий                                                    |
|            | Дуб І. Франка                                                                                     | пам'ятка природи                         | ботанічна           | 0,0500    | 1984          | Стрий                                                    |
|            | Магнолія                                                                                          | пам'ятка природи                         | ботанічна           | 0,0500    | 1984          | Стрий                                                    |
|            | Парк Злуки                                                                                        | парк-пам'ятка садово-паркового мистецтва |                     | 5,00      | 1984          | Стрий                                                    |
|            | Парк ім. Т. Шевченка                                                                              | парк-пам'ятка садово-паркового мистецтва |                     | 20,00     | 1984          | Стрий                                                    |
|            | Парк Нижанківського                                                                               | парк-пам'ятка садово-паркового мистецтва |                     | 1,50      | 1984          | Стрий                                                    |
|            | Моршинський                                                                                       | заказник                                 | ландшафтний         | 3084,6    | 1984          | Стрийський район                                         |
|            | Березовий гай                                                                                     | заповідне урочище                        |                     | 33,2      | 1984          | Стрийський район                                         |
|            | Йосиповичі                                                                                        | заповідне урочище                        |                     | 40        | 1984          | Стрийський район                                         |
|            | Розгірче                                                                                          | заповідне урочище                        |                     | 205,7     | 1984          | Стрийський район                                         |
|            | Семегинів                                                                                         | заповідне урочище                        |                     | 12,7      | 1984          | Стрийський район                                         |
|            | Дуб звичайний                                                                                     | пам'ятка природи                         | ботанічна           | 0,0500    | 1984          | Стрийський район                                         |
|            | Свердловина № 17а                                                                                 | пам'ятка природи                         | гідрологічна        | 0,36      | 1984          | Стрийський район                                         |
|            | Свердловина № 20а                                                                                 | пам'ятка природи                         | гідрологічна        | 0,36      | 1984          | Стрийський район                                         |
|            | Свердловина № 6 (мін. води)                                                                       | пам'ятка природи                         | гідрологічна        | 0,3       | 1984          | Стрийський район                                         |
|            | «Відслонення Вигородського пісковика з руїнами старовинного монастиря і печери О. Довбуша»        | пам'ятка природи                         | комплексна          | 1         | 1984          | Стрийський район                                         |
|            | Парк XIX ст.                                                                                      | парк-пам'ятка садово-паркового мистецтва |                     | 3,00      | 1984          | Стрийський район                                         |
|            | Підгірцівський парк                                                                               | парк-пам'ятка садово-паркового мистецтва |                     | 8,3       | 1980          | Стрийський район                                         |
|            | Бук плакучої форми                                                                                | пам'ятка природи                         | ботанічна           | 0,0100    | 1984          | Трускавець                                               |
|            | Два вікові дуби                                                                                   | пам'ятка природи                         | ботанічна           | 0,0200    | 1984          | Трускавець                                               |
|            | Тис ягідний                                                                                       | пам'ятка природи                         | ботанічна           | 0,0100    | 1984          | Трускавець                                               |
|            | Джерело № 1 «Нафтуся» курорту «Трускавець»                                                        | пам'ятка природи                         | гідрологічна        | 0,3       | 1984          | Трускавець                                               |
|            | Джерело № 11 (колишня «Юзя») курорту «Трускавець»                                                 | пам'ятка природи                         | гідрологічна        | 0,3       | 1984          | Трускавець                                               |
|            | Джерело № 6 (колишній «Едвард») курорту «Трускавець»                                              | пам'ятка природи                         | гідрологічна        | 0,3       | 1984          | Трускавець                                               |
|            | Джерело № 7 (колишній «Фердинанд») курорту «Трускавець»                                           | пам'ятка природи                         | гідрологічна        | 0,3       | 1984          | Трускавець                                               |
|            | Курортний парк                                                                                    | парк-пам'ятка садово-паркового мистецтва |                     | 78,00     | 1984          | Трускавець                                               |
|            | Рацина                                                                                            | заказник                                 | ботанічний          | 12        | 1991          | Турківський район                                        |
|            | Либохорівський                                                                                    | заказник                                 | загальнозоологічний | 2075      | 1984          | Турківський район                                        |
|            | Пікуй                                                                                             | заказник                                 | ландшафтний         | 711       | 1984          | Турківський район                                        |
|            | Розлуч                                                                                            | заказник                                 | ландшафтний         | 152       | 1984          | Турківський район                                        |
|            | Красне                                                                                            | заповідне урочище                        |                     | 20        | 1984          | Турківський район                                        |
|            | Сигла                                                                                             | заповідне урочище                        |                     | 25        | 1984          | Турківський район                                        |
|            | Ялина                                                                                             | заповідне урочище                        |                     | 6,3       | 1984          | Турківський район                                        |
|            | Липа родини Гошовських                                                                            | пам'ятка природи                         | ботанічна           |           | 2011          | Турківський район                                        |
|            | Печера                                                                                            | пам'ятка природи                         | геологічна          | 0,3       | 1984          | Турківський район                                        |
|            | Скеля                                                                                             | пам'ятка природи                         | геологічна          | 0,5       | 1984          | Турківський район                                        |
|            | Скеля                                                                                             | пам'ятка природи                         | геологічна          | 0,5       | 1984          | Турківський район                                        |
|            | Водоспад гірської річки Явірки                                                                    | пам'ятка природи                         | гідрологічна        | 0,5       | 1984          | Турківський район                                        |
|            | Джерело мінеральної води                                                                          | пам'ятка природи                         | гідрологічна        | 0,2       | 1984          | Турківський район                                        |
|            | Джерело мінеральної води                                                                          | пам'ятка природи                         | гідрологічна        | 0,3       | 1984          | Турківський район                                        |
|            | Джерело мінеральної води                                                                          | пам'ятка природи                         | гідрологічна        | 0,3       | 1984          | Турківський район                                        |
|            | Джерело мінеральної води                                                                          | пам'ятка природи                         | гідрологічна        | 0,3       | 1984          | Турківський район                                        |
|            | Витік р. Дністер                                                                                  | пам'ятка природи                         | комплексна          | 54        | 1984          | Турківський район                                        |
|            | Надсянський                                                                                       | регіональний ландшафтний парк            |                     | 19428     | 1997          | Турківський район                                        |
|            | Чолгинський                                                                                       | заказник                                 | орнітологічний      | 820       | 1997          | Яворівський район                                        |
|            | Янівські чаплі                                                                                    | заказник                                 | орнітологічний      | 16        | 1995          | Яворівський район                                        |
|            | Немирів                                                                                           | заповідне урочище                        |                     | 276       | 1984          | Яворівський район                                        |
|            | Яворівський                                                                                       | національний природний парк              |                     | 7078,6    | 1998          | Яворівський район                                        |
|            | Віковий дуб                                                                                       | пам'ятка природи                         | ботанічна           | 0,0500    | 1984          | Яворівський район                                        |
|            | Віковий клен                                                                                      | пам'ятка природи                         | ботанічна           | 0,0500    | 1984          | Яворівський район                                        |
|            | Віковий платан                                                                                    | пам'ятка природи                         | ботанічна           | 0,0500    | 1984          | Яворівський район                                        |
|            | Група вікових лип                                                                                 | пам'ятка природи                         | ботанічна           | 1,0000    | 1984          | Яворівський район                                        |
|            | Група вікових лип                                                                                 | пам'ятка природи                         | ботанічна           | 0,0500    | 1984          | Яворівський район                                        |
|            | Група вікових тополь                                                                              | пам'ятка природи                         | ботанічна           | 1,0000    | 1984          | Яворівський район                                        |
|            | Два вікових дуби                                                                                  | пам'ятка природи                         | ботанічна           | 0,0500    | 1984          | Яворівський район                                        |
|            | Два вікових дуби                                                                                  | пам'ятка природи                         | ботанічна           | 0,0500    | 1984          | Яворівський район                                        |
|            | Дві катальпи                                                                                      | пам'ятка природи                         | ботанічна           | 0,0500    | 1984          | Яворівський район                                        |
|            | Дві магнолії                                                                                      | пам'ятка природи                         | ботанічна           | 0,0500    | 1984          | Яворівський район                                        |
|            | Дві тополі чорні                                                                                  | пам'ятка природи                         | ботанічна           | 0,0500    | 1984          | Яворівський район                                        |
|            | Тис                                                                                               | пам'ятка природи                         | ботанічна           | 0,0500    | 1984          | Яворівський район                                        |
|            | Червонолистий бук                                                                                 | пам'ятка природи                         | ботанічна           | 0,0500    | 1984          | Яворівський район                                        |
|            | Джерело № 1 курорту «Немирів»                                                                     | пам'ятка природи                         | гідрологічна        | 0,2       | 1984          | Яворівський район                                        |
|            | Джерело № 2 курорту «Немирів»                                                                     | пам'ятка природи                         | гідрологічна        | 0,2       | 1984          | Яворівський район                                        |
|            | Джерело № 3 курорту «Немирів»                                                                     | пам'ятка природи                         | гідрологічна        | 0,2       | 1984          | Яворівський район                                        |
|            | Джерело № 5 курорту «Немирів»                                                                     | пам'ятка природи                         | гідрологічна        | 0,2       | 1984          | Яворівський район                                        |
|            | Джерело № 6 курорту «Немирів»                                                                     | пам'ятка природи                         | гідрологічна        | 0,2       | 1984          | Яворівський район                                        |
|            | Джерело питтєвої води «Нафтуся»                                                                   | пам'ятка природи                         | гідрологічна        | 0,1       | 1984          | Яворівський район                                        |
|            | Комплекс мальовничих скель серед лісонасаджень в околицях с. Лелехівка                            | пам'ятка природи                         | комплексна          | 1         | 1984          | Яворівський район                                        |
|            | Страдчанська                                                                                      | пам'ятка природи                         | комплексна          | 28,9      | 1997          | Яворівський район                                        |
|            | Парк курорту «Немирів»                                                                            | парк-пам'ятка садово-паркового мистецтва |                     | 26,00     | 1984          | Яворівський район                                        |
|            | Парк курорту «Шкло»                                                                               | парк-пам'ятка садово-паркового мистецтва |                     | 93,00     | 1984          | Яворівський район                                        |
|            | Парк XIX ст.                                                                                      | парк-пам'ятка садово-паркового мистецтва |                     | 2,00      | 1984          | Яворівський район                                        |
|            | Парк XIX ст.                                                                                      | парк-пам'ятка садово-паркового мистецтва |                     | 2,00      | 1984          | Яворівський район                                        |
|            | Розточчя                                                                                          | природний заповідник                     |                     | 2084,5    | 1984          | Яворівський район                                        |